# بيترو فيتالي
بيترو فيتالي (بالإيطالية: Simone Vitale)‏ هو لاعب كرة قدم إيطالي في مركز الدفاع، ولد في 1 مارس 1986 في سورا، لاتسيو في إيطاليا. لعب مع نادي بيسكارا ونادي فروسينوني.